# شعبة زيد (القفر)

تعديل مصدري - تعديل

شعبة زيد محلة تابعة لقرية المسورة، التابعة لعزلة بني مسلم بمديرية القفر إحدى مديريات محافظة إب في الجمهورية اليمنية، بلغ تعداد سكانها 102 حسب تعداد اليمن لعام 2004.